# El Eco Montañés
El Eco Montañés fue una publicación cubana dirigida a la población montañesa de la isla. Se trataba de una Revista semanal de ciencias, artes y literatura del Órgano de la Colonia Montañesa.
Fue fundada en 1887 por Ezequiel Iturralde González, y redactada por Juan Gutiérrez de Gandarilla, hasta que a principios del siglo XX ambos partieron a Santander.
Desde entonces, la revista fue dirigida por Guillermo Soberón y Juan López Seña posteriormente. Participaron en ella José María Fuentevilla, Joaquín Aristigueta Senroma, Francisco Basoa Marsella, Medardo Lafuente, Guillermo Sureda de Armas, Eduardo Núñez Sarmiento, y Rafael Fernández de Castro.
A partir de 1910, año de la fundación de la revista La Voz Montañesa, comenzó la rivalidad entre ambas publicaciones. En junio de 1914 se anunció la fusión de las dos revistas, sin embargo, esta unión no llegó a materializarse. Poco tiempo después ambas publicaciones desaparecieron.
- Datos: Q5821812